# Karang Bendo
Karang Bendo is een bestuurslaag in het regentschap Banyuwangi van de provincie Oost-Java, Indonesië. Karang Bendo telt 6815 inwoners (volkstelling 2010).